# Fußball-Weltmeisterschaft 1982/Neuseeland
Die Neuseeländische Fußballnationalmannschaft bei der Fußball-Weltmeisterschaft 1982 in Spanien.

## WM-Qualifikation

### Vorrunde
Wie 1974 und 1978 traten die drei Ozeanischen Mannschaften Neuseeland, Australien und Fidschi in der Asien-Qualifikation an. Nach dem Aus in den Jahren 1974 und 1978 gelang den Neuseeländern im dritten Anlauf den Erzrivalen Australien zu schlagen und sich für das Final-Turnier zu qualifizieren.
Gruppe 1
| Pl. | Land       | Sp. | S | U | N | Tore    | Diff. | Punkte |
| --- | ---------- | --- | - | - | - | ------- | ----- | ------ |
| 1.  | Neuseeland | 8   | 6 | 2 | 0 | 031:300 | +28   | 14:20  |
| 2.  | Australien | 8   | 4 | 2 | 2 | 022:900 | +13   | 10:60  |
| 3.  | Indonesien | 8   | 2 | 2 | 4 | 005:140 | −9    | 06:10  |
| 4.  | Taiwan     | 8   | 1 | 3 | 4 | 005:800 | −3    | 05:11  |
| 5.  | Fidschi    | 8   | 1 | 3 | 4 | 006:350 | −29   | 05:11  |

| Neuseeland | – | Australien | 03:3 (2:3) |
| Fidschi    | – | Neuseeland | 00:4 (0:3) |
| Taiwan     | – | Neuseeland | 00:0 (0:0) |
| Indonesien | – | Neuseeland | 00:2 (0:1) |
| Australien | – | Neuseeland | 00:2 (0:1) |
| Neuseeland | – | Indonesien | 05:0 (2:0) |
| Neuseeland | – | Taiwan     | 02:0 (1:0) |
| Neuseeland | – | Fidschi    | 13:0 (7:0) |

### Finalrunde
In der Finalrunde traten die Neuseeländer gegen die Gruppensieger der anderen Gruppen an. Am Ende der Qualifikation stand man zusammen mit China bei gleicher Punktzahl und Tordifferenz auf Platz zwei. In einem Entscheidungsspiel musste nun der zweite Qualifikant nach Kuwait ermittelt werden. In Singapur besiegte man vor 60.000 Zuschauern die Chinesen mit 2:1 und qualifizierte sich somit für die Endrunde in Spanien.
| Pl.                                                                                    | Land                  | Sp. | S | U | N | Tore    | Diff. | Punkte |
| -------------------------------------------------------------------------------------- | --------------------- | --- | - | - | - | ------- | ----- | ------ |
| 1.                                                                                     | Kuwait                | 6   | 4 | 1 | 1 | 008:600 | +2    | 09:30  |
| 2.                                                                                     | Neuseeland *          | 6   | 2 | 3 | 1 | 011:600 | +5    | 07:50  |
| 3.                                                                                     | Volksrepublik China * | 6   | 3 | 1 | 2 | 009:400 | +5    | 07:50  |
| 4.                                                                                     | Saudi-Arabien         | 6   | 0 | 1 | 5 | 004:160 | −12   | 01:11  |
| * Entscheidungsspiel bei gleicher Punktzahl und Tordifferenz um zweiten WM-Teilnehmer. |                       |     |   |   |   |         |       |        |

| China         | – | Neuseeland    | 0:0 (0:0) |
| Neuseeland    | – | China         | 1:0 (1:0) |
| Neuseeland    | – | Kuwait        | 1:2 (1:0) |
| Neuseeland    | – | Saudi-Arabien | 2:2 (1:1) |
| Kuwait        | – | Neuseeland    | 2:2 (1:0) |
| Saudi-Arabien | – | Neuseeland    | 0:5 (0:5) |

#### Entscheidungsspiel
| China | – | Neuseeland | 1:2 (0:1) |

Qualifiziert für die nächste Kontinentale Runde     Qualifiziert für die Weltmeisterschaft 1982

## WM-Endrunde

### Kader
| Nr.        | Spieler          | damaliger Verein     | Geburtsdatum       | WM 1982 Spiele / Tore | WM 1982 Spiele / Tore | Gelbe Karte | Rote Karte |
| Torhüter   | Torhüter         | Torhüter             | Torhüter           | Torhüter              | Torhüter              | Torhüter    | Torhüter   |
| ---------- | ---------------- | -------------------- | ------------------ | --------------------- | --------------------- | ----------- | ---------- |
| 1          | Richard Wilson   | Preston Makedonia    | 8. Mai 1956        | –                     | –                     | –           | –          |
| 21         | Barry Pickering  | Miramar Rangers      | 12. Dezember 1956  | –                     | –                     | –           | –          |
| 22         | Frank van Hattum | Manurewa AFC         | 17. November 1958  | 3                     | –                     | –           | –          |
| Abwehr     |                  |                      |                    |                       |                       |             |            |
| 2          | Glenn Dods       | Adelaide City        | 7. Juni 1957       | 2                     | –                     | –           | –          |
| 3          | Ricki Herbert    | Mount Wellington AFC | 10. April 1961     | 3                     | –                     | –           | –          |
| 5          | Dave Bright      | Manurewa AFC         | 29. November 1949  | –                     | –                     | –           | –          |
| 6          | Robert Almond    | Invercargill Thistle | 16. April 1951     | 2                     | –                     | –           | –          |
| 11         | Sam Malcolmson   | East Coast Bays AFC  | 2. April 1948      | 1                     | –                     | –           | –          |
| 14         | Adrian Elrick    | Hanimex United       | 29. September 1949 | 3                     | –                     | –           | –          |
| 15         | John Hill        | Gisborne City        | 7. Januar 1950     | 1                     | –                     | –           | –          |
| 16         | Glen Adam        | Mount Wellington AFC | 22. Mai 1959       | –                     | –                     | –           | –          |
| Mittelfeld |                  |                      |                    |                       |                       |             |            |
| 8          | Duncan Cole      | Hanimex United       | 12. Juli 1958      | 3                     | –                     | –           | –          |
| 10         | Steve Sumner     | West Adelaide SC     | 2. April 1955      | 3                     | 1                     | –           | –          |
| 12         | Keith McKay      | Gisborne City        | 8. Dezember 1956   | 3                     | –                     | –           | –          |
| 13         | Kenny Cresswell  | Gisborne City        | 4. Juni 1958       | 3                     | –                     | –           | –          |
| 17         | Allan Boath      | West Adelaide SC     | 14. Dezember 1958  | 3                     | –                     | –           | –          |
| 18         | Peter Simonsen   | Manurewa AFC         | 17. April 1959     | –                     | –                     | –           | –          |
| 19         | Billy McClure    | Mount Wellington AFC | 4. Januar 1958     | –                     | –                     | –           | –          |
| 20         | Grant Turner     | Gisborne City        | 7. Oktober 1958    | –                     | –                     | –           | –          |
| Angriff    |                  |                      |                    |                       |                       |             |            |
| 4          | Brian Turner     | Gisborne City        | 31. Juli 1949      | 1                     | –                     | –           | –          |
| 7          | Wynton Rufer     | Miramar Rangers      | 29. Dezember 1962  | 3                     | –                     | –           | –          |
| 9          | Steve Wooddin    | South Melbourne FC   | 16. Januar 1955    | 3                     | 1                     | –           | –          |
| Trainer    |                  |                      |                    |                       |                       |             |            |
|            | John Adshead     |                      | 27. März 1942      |                       |                       |             |            |

### Vorrunde (Gruppe 6)
In der Vorrunde der Weltmeisterschaft 1982 in Spanien traf die neuseeländische Fußballnationalmannschaft bei ihrer ersten WM-Teilnahme in der Gruppe 6 auf Brasilien, die UdSSR und Schottland. Als klarer Außenseiter wurden alle Spiele deutlich verloren und man schied nach der Vorrunde aus dem Turnier aus.
| Pl. | Land        | Sp. | S | U | N | Tore    | Diff. | Punkte |
| --- | ----------- | --- | - | - | - | ------- | ----- | ------ |
| 1.  | Brasilien   | 3   | 3 | 0 | 0 | 010:200 | +8    | 06:0   |
| 2.  | Sowjetunion | 3   | 1 | 1 | 1 | 006:400 | +2    | 03:30  |
| 3.  | Schottland  | 3   | 1 | 1 | 1 | 008:800 | ±0    | 03:30  |
| 4.  | Neuseeland  | 3   | 0 | 0 | 3 | 002:120 | −10   | 0:60   |

| Dienstag, 15. Juni 1982; 21:00 Uhr in Málaga  |   |            |           |
| Schottland                                    | – | Neuseeland | 5:2 (3:0) |
| Samstag, 19. Juni 1982; 21:00 Uhr in Málaga   |   |            |           |
| UdSSR                                         | – | Neuseeland | 3:0 (1:0) |
| Mittwoch, 23. Juni 1982; 21:00 Uhr in Sevilla |   |            |           |
| Brasilien                                     | – | Neuseeland | 4:0 (2:0) |